# Menacella
Menacella is een geslacht van neteldieren uit de klasse van de Anthozoa (bloemdieren).

## Soorten
- Menacella gracilis Thomson & Simpson, 1909
- Menacella reticularis Gray, 1870
- Menacella rubra Aurivillius, 1931
- Menacella sladeni Thomson & Russell, 1910